# Beru (Kiribati)
Beru – atol koralowy położony w środkowo-zachodniej części Oceanu Spokojnego, wchodzący w skład Wysp Gilberta, należący do Kiribati. Atol posiada otwartą od zachodu lagunę. Liczba ludności wynosi 2 214 mieszkańców.